# Tarikh-e Beyhaghi
Le Tārīkh-e Bayhaqī ou, avec la prononciation persane, Tarikh-e Beyhaghi (تاریخ بیهقی, « Histoire de Bayhaqi »), également appelé Tārīkh-e Masʿūdī (تاریخ مسعودی, « Histoire de Masûd de Ghaznî ») et Mujalladāt (مجلدات, « Les tomes ou les volumes »), est une histoire de l’empire des Ghaznévides écrite en persan par Abolfazl Beyhaghi au XIe siècle.
On pense que l’œuvre se composait de trente volumes, dont seulement six nous sont parvenus.
Le sujet principal des livres restants est le règne de Masûd de Ghaznî, sultan de la dynastie des Ghaznévides. Outre la mention des événements politiques, le Tarikh-e Bayhaqi parle de lieux géographiques et de l’histoire de la littérature persane en mentionnant des écrivains et poètes notables de l’époque. Il est également renommé pour la richesse de sa langue.